# Hideki Mutō

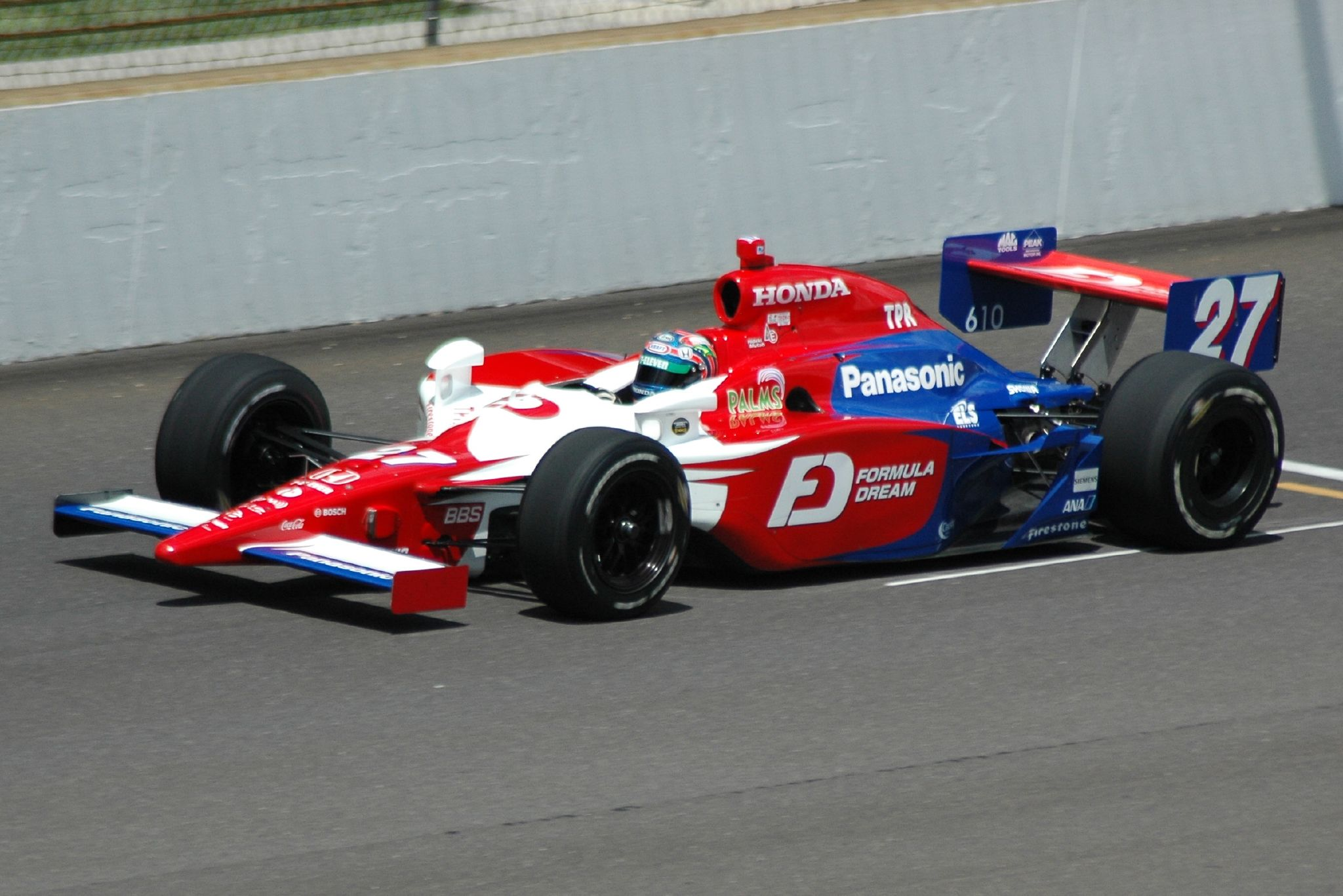
Hideki Mutō en las 500 Millas de Indianápolis de 2008.

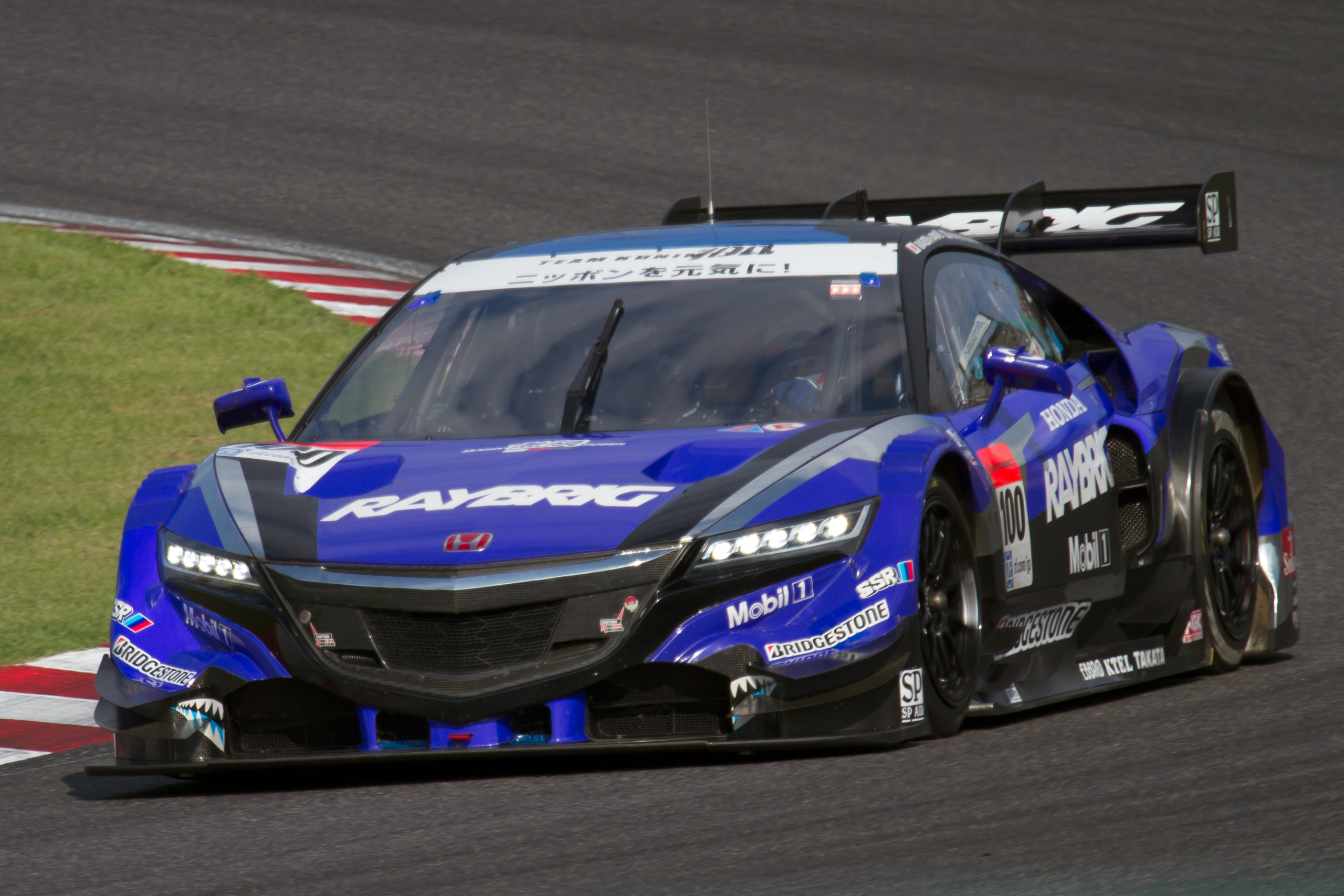
Honda NSX-GT (GT500) de Hideki Mutō y Takashi Kogure de 2014.

Hideki Mutō (武藤 英紀 Mutō Hideki?) (Tokio, 6 de octubre de 1982), también escrito como Hideki Mutoh, es un piloto de automovilismo japonés. Fue piloto de IndyCar Series entre 2007 y 2011 y compitió en más de 10 temporadas de Super GT, donde obtuvo un campeonato en la clase GT300.

## Carrera deportiva
Mutō comenzó su carrera en karting en 1996. Se trasladó a Europa dos años más tarde y compitió en Fórmula Vauxhall y, luego, Fórmula Ford.
En 2002, Mutō regresó a Asia y compitió en Fórmula Dream. Después de terminar subcampeón en su primera temporada, consiguió el título de en su segunda temporada con ocho victorias en 11 carreras. En 2004 pasó al Campeonato de Fórmula 3 Japonesa y terminó la temporada en noveno lugar de la general con dos podios. En 2005 permaneció en esta serie y ascendió al tercer lugar de la general con tres victorias detrás del campeón João Paulo de Oliveira y Kazuki Nakajima. En 2006, Mutō pasó a la Fórmula Nippon. Mientras que su compañero de equipo Loïc Duval logró el cuarto puesto en el campeonato de pilotos, Mutō sólo anotó un punto y terminó la temporada en el puesto 14. Al mismo tiempo, comenzó en el Super GT y terminó undécimo en la general con una victoria.
En 2007, Mutō se mudó a Estados Unidos y compitió para Panther Racing en la Indy Lights. Ganó dos carreras y sólo fue derrotado en la lucha por el título por Alex Lloyd al final de la temporada. Ya sin chances de luchar por el campeonato de la Indy Lights, debutó en IndyCar Series en la última fecha en Chicagoland. Marcó la vuelta rápida y terminó la carrera en octava posición. En 2008 se mudó a Andretti Green Racing en IndyCar, donde reemplazó al campeón Dario Franchitti, que se había mudado a la NASCAR Cup Series. Mutō terminó algunas carreras entre los diez primeros y logró el segundo puesto en Iowa, la mejor posición de un piloto japonés en la categoría hasta entonces. Terminó la temporada como el mejor debutante, en el décimo lugar de la general. En 2009, Mutō logró nuevamente su mejor resultado en Iowa con un tercer puesto. Al final de la temporada quedó undécimo.
En 2010, Mutō dejó Andretti Green Racing después de ser el peor piloto a tiempo completo del equipo en cada una de las dos temporadas y se mudó a Newman/Haas/Lanigan Racing. En una temporada donde el equipo pasaba por una importante crisis, el japonés no logró ningún resultados entre los 10 primeros y terminó en el puesto 18 del campeonato.
Al año siguiente, regresó a Japón. Fue contratado por Autobacs Racing Team Aguri para competir en la clase GT500 del Super GT. También compitió en algunas carreras de Fórmula Nippon y se despidió en la IndyCar al competir en la Indy Japan 300 junto a Sam Schmidt Motorsports/AFS Racing. Compitió en Super GT hasta 2022. En algunas temporadas fue parte de la clase menor, la GT300, donde fue campeón en 2013 junto a Yuhki Nakayama con un Honda CR-Z del Team Mugen. En 2013 y 2014 también compitió en Super Fórmula (sucesora de la Fórmula Nippon) con Dandelion Racing, aunque sin resultados destacados.

## Resultados

### IndyCar Series
(Clave) (negrita indica pole position) (cursiva indica vuelta rápida)

| Año     | Equipo                             | Motor | 1      | 2      | 3      | 4       | 5      | 6       | 7      | 8      | 9      | 10     | 11     | 12     | 13     | 14     | 15     | 16     | 17     | 18     | 19    | Pos. | Puntos |
| ------- | ---------------------------------- | ----- | ------ | ------ | ------ | ------- | ------ | ------- | ------ | ------ | ------ | ------ | ------ | ------ | ------ | ------ | ------ | ------ | ------ | ------ | ----- | ---- | ------ |
| 2007    | Panther Racing                     | Honda | HMS    | STP    | MOT    | KAN     | INDY   | MIL     | TXS    | IOW    | RIR    | WGL    | NSH    | MDO    | MIS    | KTY    | SNM    | DET    | CHI 8  |        |       | 25.º | 24     |
| 2008    | Andretti Green Racing              | Honda | HMS 24 | STP 6  | MOT 11 | LBH DNP | KAN 6  | INDY 7  | MIL 12 | TXS 6  | IOW 2  | RIR 13 | WGL 9  | NSH 14 | MDO 9  | EDM 27 | KTY 18 | SNM 13 | DET 11 | CHI 22 | SRF 8 | 10.º | 346    |
| 2009    | Andretti Green Racing              | Honda | STP 15 | LBH 20 | KAN 8  | INDY 10 | MIL 8  | TXS 21  | IOW 3  | RIR 4  | WGL 18 | TOR 12 | EDM 14 | KTY 13 | MDO 5  | SNM 5  | CHI 23 | MOT 14 | HMS 6  |        |       | 11.º | 353    |
| 2010    | Newman/Haas Racing                 | Honda | SAO 20 | STP 14 | ALA 15 | LBH 13  | KAN 23 | INDY 28 | TXS 12 | IOW 20 | WGL 12 | TOR 12 | EDM 17 | MDO 18 | SNM 17 | CHI 13 | KTY 17 | MOT 14 | HMS 20 |        |       | 18.º | 250    |
| 2011    | Sam Schmidt Motorsports/AFS Racing | Honda | STP    | ALA    | LBH    | SAO     | INDY   | TXS     | TXS    | MIL    | IOW    | TOR    | EDM    | MDO    | NHM    | SNM    | BAL    | MOT 18 | KTY    | LVS    |       | 43.º | 12     |
| Fuente: |                                    |       |        |        |        |         |        |         |        |        |        |        |        |        |        |        |        |        |        |        |       |      |        |